# Leucochimona vestalis
Leucochimona vestalis is een vlindersoort uit de familie van de prachtvlinders (Riodinidae), onderfamilie Riodininae.
Leucochimona vestalis werd in 1865 beschreven door H. Bates.